# Pirna
Pirna és una ciutat del districte de Saxònia, Alemanya, en el cercle de Dresden, i és la capital del mateix nom. Ubicada a 18 km de Dresden, en la confluència del riu Gottleuba amb l'Elba.
Té grans passeigs, una església catòlica, i tres evangelistes, essent la principal Marienkirche. Ajuntament, monument al rei Albert, a en Bismarck i al compositor Ernst Julius Otto.

## Industria, comerç i cultura
Les principals indústries són la fabricació de cristall, llosa esmaltada, cigarretes, olis d'essència, cel·lulosa, maquinària, teixits, pells i finalment, construccions navals. La seva explotació de jaciments de granit ocupa molts operaris i radica en les muntanyes de l'Elba. El comerç consisteix principalment en el granit i els cereals.
Pirna té escola d'arts i oficis, progimnasma, escola normal i de comerç, orfenat, museu, asil, tribunal, duana, etc. En un angle del turó de granit de l'Elba, el príncep elector August (1573), menà construir en el solar que ocupava l'antic burg de Pirna, la fortalesa de Sonnenstein, que durant molts any fou sanatori.
Pirna empalma en ferrocarril, les línies Dresden-Rodembach amb Arnsdorf-Groscotta. Al peu del turó es troba el brollador d'aigües minerals Erlenpeter.

## Història
Pirna fou cedida el 933 pel rei Enric I d'Alemanya al bisbat de Meissen i més tard passà a Bohèmia; el 1249 formà part dels béns matrimonials de la princesa Agnès en enllaçar amb Enric l'Il·lustre, marcgravi de Meissen; però Albert el Dolent, la cedí de bell nou al bisbat de Meissen, del qual passà altra volta a Bohèmia el 1298.
El rei Venceslau I la donà en feu, al marcgravi Guillem el 1405. El 14 de novembre de 1634 si celebrà el pacte entre els saxons i l'emperador Ferran II, que precedí a la pau de Praga.
Durant la Guerra dels Set Anys els prussians s'apoderaren del quarter general de l'exèrcit saxó establert pels voltants de Pirna. L'exèrcit del regne de Saxònia es va rendir el 14 d'octubre, i va ser incorporat per la força a l'exèrcit prussià. Saxònia es ret el 15 d'octubre, un dia després d'haver-se rendit l'exèrcit saxó. Tot i això, Saxònia va aconseguir de retardar la campanya prussiana.

## Fills il·lustres
- Hermann Finck compositor
- Benjamin Robert Papperitz (1826-1903) compositor

## Ciutats agermanades

Baienfurt (Suàbia)
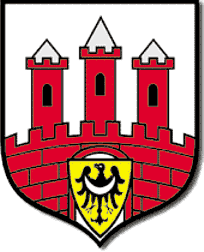
Boleslawiec (Baixa Silèsia)
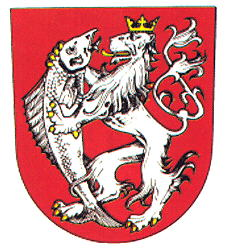
Decin (Bohèmia)
Longuyon (Mosel·la)
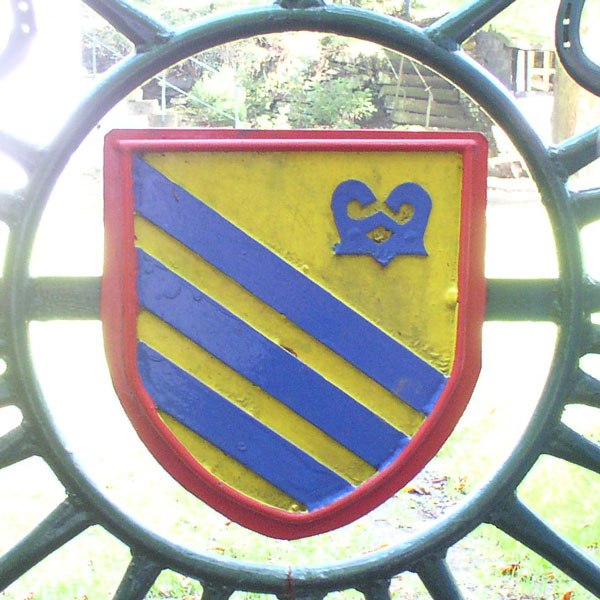
Remscheid (Colònia)